# 久御山ジャンクション
久御山ジャンクション（くみやまジャンクション）は、京都府久世郡久御山町にある第二京阪道路上の京滋バイパスとのジャンクションである。
西日本高速道路関西支社京都高速道路事務所が併設されている。

## 概要

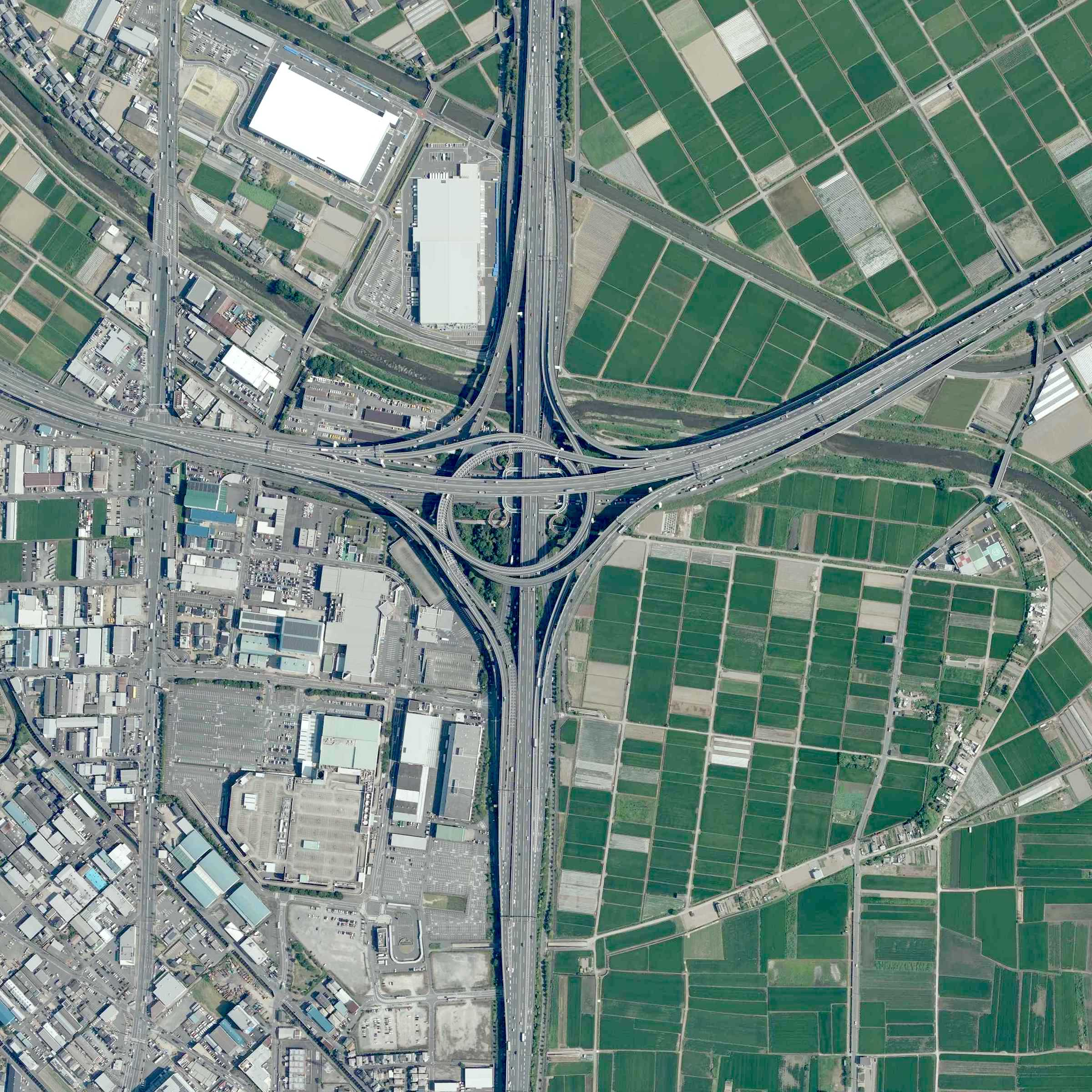
航空写真（2020年）

第二京阪道路と京滋バイパスが交わるジャンクションで、ジャンクションの構造は完全なタービン型である。2003年3月に供用され、供用前には劇場用映画『踊る大捜査線 THE MOVIE 2 レインボーブリッジを封鎖せよ!』（東宝）の撮影が行われている。

## 道路

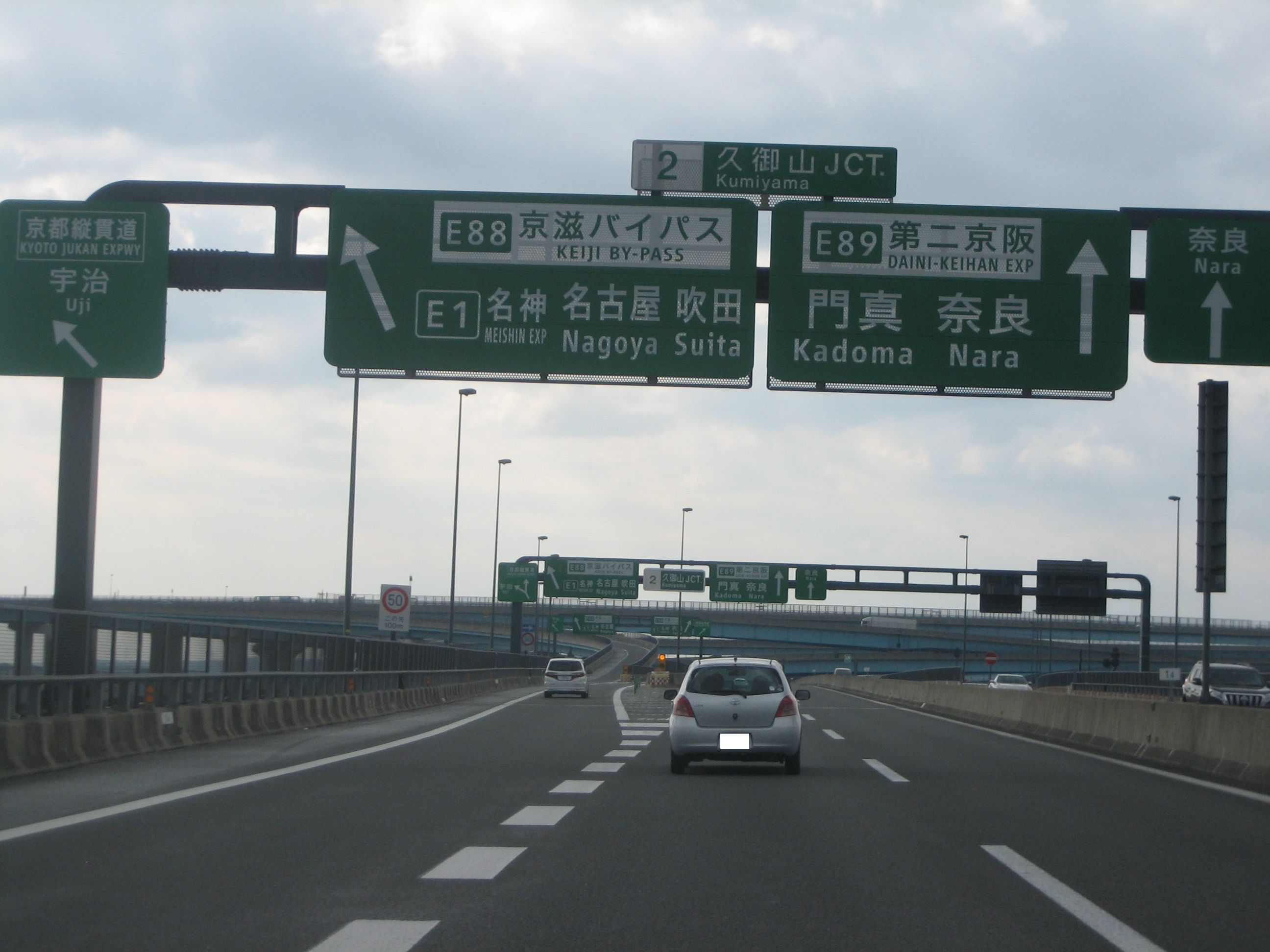
南行き車線から京滋バイパス方面への分岐点を望む

- E89 第二京阪道路（2番） - 2階部分（南北方向）
- E88 京滋バイパス - 3階部分（東西方向）

地上部分には、国道1号のバイパス（一般部）同士が交差し、昼夜を問わず交通量が多い。

## 接続する路線
- E88 京滋バイパス
- E89 第二京阪道路

## 隣
E89 第二京阪道路
(1) 巨椋池IC - (2) 久御山JCT - （(3) 久御山南IC） - (4) 八幡東IC
久御山南ICは枚方東IC方面の入口および出口のみのハーフICであるので、久御山JCT方面から進入した場合の次の出口は八幡東ICである。
E88 京滋バイパス
(5) 宇治西IC - （(6) 巨椋IC） - (2) 久御山JCT - （(7) 久御山IC） - (8) 久御山淀IC
巨椋ICは瀬田東IC方面の入口および出口のみのハーフICであるので、久御山JCT方面から進入した場合の次の出口は宇治西ICである。
久御山ICは大山崎IC方面の入口および出口のみのハーフICであるので、久御山JCT方面から進入した場合の次の出口は久御山淀ICである。

## エピソード
当JCTでは開通直前の2003年3月13日 - 3月15日に、同年7月19日に公開された劇場用映画『踊る大捜査線 THE MOVIE 2 レインボーブリッジを封鎖せよ!』（東宝）の撮影が行われた。当時、未開通で供用前の大型JCTはここだけで、レインボーブリッジを彷彿させるロケーションは他になかった。撮影前に、ここの道路上での撮影許可を得ようと日本道路公団（当時）に持ちかけると、関西支社の担当責任者の1人が「踊る大捜査線」の大ファンで依頼を快諾し、撮影に使われる場所の工事を前倒しして行うなどの対応が行われ、通常ではまず有り得ない「供用前の自動車専用道路」を借り切ってのロケーションが可能となった。
映画を見ると、当JCT付近にあるジャスコ久御山ショッピングセンター（当時、現・イオンモール久御山）の看板が小さく写っている（ちなみに、同SC内のイオンシネマでも上映された）。同映画にはこのほかにも、山の影がうっすらと映っているなど実際のレインボーブリッジではあり得ないシーンがあるが、本広克行監督によれば、「どのくらいの人が気づくかなと思い、フィクションであることを示すために意図的に残してある」とのこと。その理由には、撮影に全面協力してくれた日本道路公団への感謝の意味もあったという。
また、2017年の日本映画『ごはん』は、東北側の巨椋池を干拓して作られた水田などで2013年から撮影された。当ジャンクションや京滋バイパスが背景として撮られている。